# ケーストゥティス・ダウクシース
ケーストゥティス・ダウクシース（Kęstutis Daukšys、1960年1月31日 - ）は、リトアニアの政治家。2004年より国会議員。

## 経歴
1967年から1978年までアリートゥス第5中等学校で学ぶ。1978年から1983年までヴィリニュス大学経済学部で学ぶ。
1983年から1985年までヴィリニュス大学政治経済学科助手。1987年から1989年まで兵役を務める。その後は企業で働く。
2004年より国会議員。2005年から2006年まで経済相。また、2006年からは労働党党首を務めた。
| 公職                          | 公職                                     | 公職                          |
| ----------------------------- | ---------------------------------------- | ----------------------------- |
| 先代 ヴィクトル・ウスパスキフ | リトアニア共和国経済大臣 2005年 - 2006年 | 次代 ヴィータス・ナヴィツカス |
| 党職                          |                                          |                               |
| 先代 ヴィクトル・ウスパスキフ | 労働党党首 2006年 - 2007年               | 次代 ヴィクトル・ウスパスキフ |